# Oleg Nikolajewitsch Tschupachin
Oleg Nikolajewitsch Tschupachin, russisch Олег Николаевич Чупахин, englische Transkription Oleg Chupakhin, (* 9. Juni 1934 in Troizk) ist ein russischer Chemiker (Organische Chemie, Pharmazeutische Chemie).
Tschupachin studierte Chemieingenieurwesen am Polytechnischen Instituts des Urals (UPI) mit dem Abschluss 1957. Tschupachin war Schüler des Akademiemitglieds Isaak Jakowlewitsch Postowski. Er wurde dort leitender Wissenschaftler (Habilitation 1976) und Professor, war Leiter der Abteilung Organische Chemie und war dort Dekan der Fakultät für Chemie und Technologie. Außerdem war er an der Abteilung Organische Chemie der Ural-Abteilung der Russischen Akademie der Wissenschaften und leitete dort ab 1989 die Abteilung feinorganische Synthese und war 1993 bis 2004 Direktor des Instituts für Organische Synthese.
Er ist bekannt für Arbeiten zur Nukleophilen aromatischen Substitution von Wasserstoff am Kohlenstoff und deren Anwendung in der organischen Synthese. 1994 veröffentlichte er darüber eine Monographie. Seine Gruppe entwickelte Antivirale Mittel, Antibiotika (Pefloxacin-Typ, Mittel gegen Tuberkulose) und andere Medikamente. Er arbeitet viel mit ausländischen Wissenschaftlern und Pharmaunternehmen zusammen und gründete eine Schule organischer Chemiker.
1992 wurde er volles Mitglied der Russischen Akademie der Wissenschaften. Er erhielt 2007 den Demidow-Preis und 2011 den Staatspreis der Russischen Föderation. Er erhielt die Verdienstmedaille der Stadt Jekaterinburg, deren Ehrenbürger er ist, und ist Ehrendoktor der Staatlichen Universität Rostow.

## Schriften (Auswahl)
- mit Valery N. Charushin, Henk C. van der Plas: Nucleophilic aromatic substitution of hydrogen, Academic Press 1994